# Adèle Daminois
Angélique Adèle Huvey dite Adèle Daminois (Clermont, 20 décembre 1785 - Paris 10e, 4 mars 1876) est une romancière et autrice dramatique française, mère de Marie du Fresnay et grand-mère de Marie-Caroline du Fresnay et Ange du Fresnay.

## Biographie
Angélique Adèle Huvey naît le 20 décembre 1785 à Clermont, en Picardie, et est baptisée le surlendemain. Elle est la fille de Jacques Maximilien Huvey, conseiller du roi et lieutenant de la maîtrise des Eaux et Forêts de Clermont, et de son épouse, Marie Françoise Michèle Thomas.
Après son mariage avec Pierre François Daminois, en 1804, Angélique Adèle Huvey devient Adèle Daminois, et utilise par la suite son nom d'épouse pour signer ses œuvres.
Adèle Daminois est connue pour ses nombreux articles en faveur de l'émancipation des femmes et leur admission aux emplois et aux honneurs ainsi que pour ses conférences faites à l'Athénée des Arts. On lui doit des romans de mœurs.

## Œuvres
- Léontine de Werteling, 2 vols., 1819
- Maria, 1819
- Alfred et Zaïda, 3 vols., 1821
- Mareska et Oscar, 4 vols., 1823
- La Chasse au renard, vaudeville en 1 acte, avec Amable de Saint-Hilaire, 1823 (repr. au Théâtre du Vaudeville le 10 sept. 1923)
- Lydie, ou la Créole, 3 vols., 1824
- Charles, ou le Fils naturel, 4 vols., 1825
- Alaïs, ou la Vierge de Ténédos, nouvelle, 1826
- Le Cloître au XIXe siècle, 1826
- Mes souvenirs, ou Choix d'anecdotes, 1827
- Une mosaïque, 2 vols., 1832 (contient le proverbe en un acte La Servante Marie)
- Le Prisonnier de Gisors, 1834
- Une âme d'enfer, 1838